# Portal
A Portal egy belső nézetes logikai platformjáték, amelyet a Valve Corporation fejlesztett és adott ki. A játék először 2007. október 9-én jelent meg a The Orange Box nevű csomag részeként Microsoft Windows és Xbox 360 platformokra, míg PlayStation 3 konzolokra 2007. december 14-én adták ki. A játék Windows operációs rendszerre megjelenő változata önmagában is megvásárolható volt, de kezdetben csak digitális úton, a Steam rendszerén keresztül, majd 2008. április 9-én dobozos formában is elérhetővé vált az Electronic Arts forgalmazásában. 2008. október 22-én az Xbox Live Arcade kínálatában is feltűnt a játék önálló változata, amely a Portal: Still Alive címet viselte, és 14 bónusz pályát tartalmazott. Amikor 2010. május 12-én megjelent a Steam Mac kompatibilis változata, azzal egy időben vált elérhetővé a játék Mac OS X operációs rendszerekre is.
A játékos feladata, hogy a pályák során különböző fejtörőket oldjon meg, amiben egy teleportációt megvalósító eszköz (Aperture Science Handheld Portal Device, röviden ASHPD vagy portal gun) lesz a segítségére, amivel két sík felületre portálokat helyezhet el. A játékos egy Chell nevű lányt irányíthat, akinek a GLaDOS (Genetic Lifeform and Disk Operating System) nevű mesterséges intelligencia újabb és újabb kihívásokat állít, miközben az Aperture Science Enrichment Center tesztkamráit teljesíti, hogy végül az összeset megoldva megkaphassa a megígért tortát. A játék fizikai rendszere szerint amilyen lendülettel áthalad a játékos az egyik portálon, olyan lendülettel távozik a másikon; ez fontos szerepet fog játszani az egyes feladatok megoldásánál. Ez a játékelem a hasonló koncepcióra épülő Narbacular Drop című játékból származik, a DigiPen Institute of Technology tanulóiból álló fejlesztőcsapatból ugyanis több embert felbérelt a Valve a Portal elkészítésére.
A játékot a szakma 2007 egyik legeredetibb alkotásának tartotta, de rövidsége miatt több kritikát kapott, ám főként az egyedi játékmenet és a sötét humorral átitatott történet miatt kapott pozitív visszajelzések voltak túlsúlyban. Dicsérték továbbá GLaDOS angol nyelvű szinkronhangját, Ellen McLaint, illetve a játék végén felcsendülő Still Alive című dalt, amit Jonathan Coulton írt a játék számára. A Steamen keresztül eladott példányokat nem számolva is több mint négy millió kelt el a játékból. 2011 áprilisában jelent meg a játék folytatása, a Portal 2, ami újfajta játékelemekkel, valamint kooperatív móddal bővült elődjéhez képest.

## Játékmenet
A Portal főhőse Chell, akit a játékos belső nézetből irányíthat, a feladata pedig különböző tesztkamrák teljesítése lesz az Aperture Science Handheld Portal Device (röviden csak portál fegyver) segítségével. Ez az eszköz egyszerre két portál, egy kék, illetve egy narancssárga létrehozására képes. A portálok között fizikai kapcsolat jön létre a háromdimenziós térben, az egyiken áthaladó tárgy vagy személy a másik portálból tűnik elő. A lendület a játék fizikájának egy fontos részét képezi. A portálokat az objektumok abban az irányban hagyják el, amely irányba a kilépő portál néz, és azzal a sebességgel, amellyel a másik portálon áthaladtak. Egy gyakori mozdulatsor a játék során például az, amikor a játékos egy falon helyez el egy portált, míg a padlón egy másikat, és a földön lévőbe ugorva elég lendületet gyűjt ahhoz, hogy a falon lévő portálból előbukkanva különböző akadályok és szakadékok fölött átjusson. Ezzel a tárgyak vagy akár a főszereplő számára is nagy távolságok válnak áthidalhatóvá, függőleges és vízszintes irányba egyaránt, amire a fejlesztők flinging (átlendülés) néven utaltak. Ahogy GLaDOS is megemlíti: „In layman’s terms: speedy thing goes in, speedy thing comes out”. („Egyszerűbben fogalmazva: ami gyorsan megy be, az gyorsan is jön ki.”)
A főhős, illetve bármilyen tárgy, amely átfér a portálon, az keresztül is vihető rajtuk. Ha már a játékos elhelyezett egy portált és újat hoz létre, akkor a korábbi, ugyanolyan színű portál azonnal megszűnik. Mozgó objektumok, üveg és különböző falfelületek, folyékony anyagok és túlzottan kicsi területek nem alkalmasak arra, hogy a játékos portálokat helyezzen el rajtuk. Chell néha kockákat kap feladata teljesítéséhez, amiket a pályákon elhelyezett nagy gombokra tehet, így aktiválva bizonyos mechanizmusokat, de magasabb helyekre is eljuthat, ha felmászik a kockákon. A játékban minden tesztkamra végén, illetve néhány esetben a feladatok közben is látható egy részecskemező, amin áthaladva a korábban elhelyezett portálok megszűnnek. Ezeken átlőve új portálok sem hozhatók létre.
A főszereplő lábain egy különleges szerkezet van elhelyezve, ami magas helyekről leesve megvédi a zuhanás okozta sérülésektől, ám más veszélyek is fenyegetik életét, például a lövegtornyok (sentry turrets), a pattogó energiagömbök, vagy a mérgező folyadékkal teli vermek. Chell elhalálozását okozhatja az is, ha egy portálon áthaladó dolog ráesik, vagy ha a bizonyos pályákon megjelenő zúzógépek alól nem tud időben kijutni. A legtöbb játékkal ellentétben itt nincs jelezve a főhős életereje, azonban a rövid időn belül kapott bizonyos mennyiségű sebesülés a játékos számára halállal járhat. Ám ha nem sérül meg, akkor kis idő alatt teljesen regenerálódik. Néha viszont elég egy rossz mozdulat, mivel az energiagömbök érintése, vagy a zúzógép lapítása azonnali halált okoz.
A GameSpot tesztjében megjegyezte, hogy a Portal fejtörőinek megoldására több mód is lehetséges és a játék során egészen örült dolgok is kivitelezhetőek, mint a játék bemutatkozó videójában is látható cselekedetek. A Portal történetének végeztével két újabb játékmód kipróbálására is lehetőség nyílik, amik újfajta kihívások elé állítják a játékost, és alternatív lehetőségek keresésére ösztönzik. A Challenge (kihívás) mód pályái megegyeznek a korábban látott, 13–18 jelzésű tesztkamrákkal, és azok teljesítése után próbálhatók ki, ám különféle célok vannak meghatározva, mint például a pályák lehető legkevesebb lépéssel/portállal járó, vagy a legrövidebb idő alatt történő teljesítése. Az Advanced (továbbfejlesztett) pályák a játék teljesítése után érhetőek el, és összetettebbek a korábbiaknál, valamint az akadályok és a veszélyforrások száma is több.
A Windows, Xbox 360 és Mac OS X platformokra megjelenő változatok számos feloldható achievementet (teljesítményt) tartalmaztak. Ezek állhatnak egyszerűbb feladatokból, mint a portálfegyver megszerzése, de lehet valamilyen trükk végrehajtása is, ilyen például egy 300 láb (~91 méter) hosszú ugrás kivitelezése. A Half-Life 2 utáni Source motoros játékokhoz hasonlóan a Portal is támogatja a commentary (fejlesztői kommentár) módot; ezt engedélyezve a pályák bizonyos pontján különböző ikonok tűnnek fel, amiket aktiválva a játékos meghallgathatja a játék készítőit, ahogy például az adott pályarész fejlesztéséről beszélnek.

## Történet

### Szereplők

Chell

A játékban csupán két szereplő tűnik fel: az egyik Chell, a játék szótlan női főszereplője, a másik pedig GLaDOS (Genetic Lifeform and Disk Operating System), egy mesterséges intelligencia, aki figyeli a játékost és kommunikál vele a pályák teljesítése közben. Angol szinkronhangja Ellen McLain, bár hangját elváltoztatták, hogy gépiesnek hasson. A főhősről kevés háttér-információja van a játékosnak, azok forrása is GLaDOS, aki azt állítja, hogy Chell árva, adoptálták és nincsenek barátai. E kijelentései azonban erősen megkérdőjelezhetők, mivel GLaDOS saját bevallása szerint is hazug. A Lab Rat képregényben, amelyet a Valve a játék és a Portal 2 történetének áthidalására készített, kiderül, hogy Chell korábban azért került elutasításra, mert rendkívül kitartó, Doug Rattman, az Aperture Science korábbi alkalmazottja pedig abban a reményben helyezte a tesztalanyokat kiválasztó lista élére, hogy ő majd képes lesz GLaDOS tevékenységének véget vetni.

### Bevezetés

A játékmenet egyik alapja a portálok tárgyak mozgatására való alkalmazása

A Portal az Enrichment Center for Aperture Laboratories (néha Aperture Science) nevű helyen játszódik, egy fiktív cég kutatólaborjában, ahol a portálfegyver létrehozásával kísérleteztek. A Portal 2 információi alapján a komplexum Michigan államban található, annak is a Felső-félszigetén. A cégről nem csak a játék során derülnek ki információk, a játékos a fejlesztők által létrehozott promóciós weboldalon is tájékozódhat. Az Aperture Science honlapja alapján a céget Cave Johnson alapította 1953-ban, kezdetben egyedüli céljuk, hogy az Amerikai Egyesült Államok haderejét zuhanyfüggönyökkel lássák el. Később azonban higanymérgezés következtében Johnson mentálisan instabillá vált, 1976-ban pedig egy három lépéses kutatás-fejlesztési tervet készített, hogy a cég sikeressé váljon. Az első a Heimlich-ellenfogás, ami a manőver félbeszakítására volt hivatott, míg a második a Take-A-Wish Foundation, amelynek célja, hogy halálosan beteg gyerekek szüleitől megveszik gyermekük kívánságait, amiket később teljesen ismeretlen, egészséges, de kívánságoktól megfosztott felnőtteknek adnak át. Mindkettő kudarccal végződött, és az Egyesült Államok Szenátusa vizsgálódni kezdett a céggel szemben. A vizsgálóbizottság azonban véglegesen beszüntette a nyomozást, amikor hallott a harmadik fejlesztésről, és egy határozatlan idejű szerződést kötöttek, hogy folytassák ennek kutatását. Ez a fejlesztés alapvetően egy ember nagyságú kvantumalagút létrehozást tűzte ki célul a fizikai térben, amit később a zuhanyfüggönyökre tudnának alkalmazni. 1982-ben Cave Johnson azt a feladatot bízta a cég mérnökeire, hogy dolgozzanak ki egy olyan számítógépes rendszert, amely képes a tudatát tárolni. Ám mivel a gép elkészülte előtt elhalálozott, hűséges asszisztensére, Carloinere bízta a vezérigazgatói posztot, és azt az utasítást hagyta hátra, hogy a nő tudatát töltsék fel a gépbe, még akkor is, ha ellenkezni próbálna.
1986-ban kezdődött meg GLaDOS, a mesterséges intelligencia által vezérelt fejlesztési asszisztens és operációs rendszer létrehozása, hogy meggyorsítsák a portálprojekt munkálatait, mivel a rivális Black Mesa is hasonló portáltechnológia kidolgozásába kezdett. Nagyjából tizenhárom évvel később, 1989-ben GLaDOS fejlesztése befejeződött. Számos alkalommal próbálták aktiválni, ám azonnal le is állították, mivel a bekapcsolást követő tizenhatod pikoszekundum alatt megkezdte volna a tudósok elpusztítását. Nem sokkal később, amikor a vállalat először tartotta meg a „hozza el a lányát a munkahelyére” napot, a mesterséges intelligenciát is aktiválták, és a nap katasztrófába torkollott. E balszerencsés eset után döntöttek a personality core (személyiség mag) rendszer bevezetése mellett, és a morality core (erkölcsösség mag) felszerelése után abban reménykedtek, hogy GLaDOS viselkedését megváltoztathatják. Ezután már azt állította, hogy elvesztette minden érdeklődését a gyilkolással szemben, és csakis a tudománnyal szeretne foglalkozni. Azt állította, hogy ehhez minden szükséges erőforrása megvan, leszámítva némi idegmérget, amit biztosítottak is számára, lévén a tudomány érdekében cselekszik. Később mégis ellenségessé válik, lezárja és idegméreggel árasztja el a létesítményt, és a túlélőket felhasználva megkezd egy tesztelési ciklust, hogy a Black Mesa előtt sikerüljön a portáltechnológiát kifejlesztenie. A Half-Life eseményei is nem sokkal ezután kezdődnek meg, a külvilág pedig megfeledkezik a létesítményről és a bennrekedt alkalmazottakról, a világot sújtó apokaliptikus körülmények miatt. Erik Wolpaw a Portal 2 végének magyarázatakor megerősíti, hogy a Combine invázió a Portal eseményeivel párhuzamosan zajlott. A hetekig tartó tesztelés során egyre kevesebben maradnak, Doug Rattmann pedig – akit paranoiája miatt nem tudott GLaDOS elfogni – módosítja a tesztalanyok kiválasztási sorrendjét, Chellt helyezve annak elejére.
A játék eseményeinek színhelye az Enrichment Center (fejlesztési központ), ami elhagyatottnak tűnik, ám emberi beavatkozás nélkül is működik tovább. Az Aperture Science a Half-Life univerzumában is megjelenik, így a Portal eseményei a Half-Life and Half-Life 2 közé ékelődnek. Az Aperture Science a Half-Life 2: Episode Two során is említésre kerül a Borealis nevű jégtörőhajó kapcsán, ami rejtélyes körülmények között tűnt el a cég szárazdokkjából. Isaac Kleiner szerint az ellenállást segíthetnék a hajón rejtőző technológiák a Combine elleni felkelésben. A Half-Life 2 eredetileg tartalmazott volna egy fejezetet, amiben a Borealis is szerepel, ám ezt az ötletet végül elvetették, és kivágták a játékból annak megjelenése előtt.

### Történet

A játék egyik főszereplője, GLaDOS

A Portal történetét a játékos GLaDOS hangüzenetiből és az egyes pályák során található rejtett, félreeső szobákban fellelhető információkból ismerheti meg. A The Final Hours of Portal 2 szerint a cselekmény valamikor 2010 körül játszódik. A játék kezdetén a főhősnő, Chell, egy relaxációs kamrában ébred, és GLaDOS instrukcióit, figyelmeztetéseit hallja az elkövetkező tesztekre vonatkozólag. Az első néhány tesztkamrákban a játékos megismerkedhet az alapvető játékmechanikával. GLaDOS kommentárja nem csupán iránymutatásként szolgál, de a játék hangulatát is megteremti, és a játék egyik szereplőjévé lépteti elő a mesterséges intelligenciát. Chell számára egy torta és gyásztanácsadás van beígérve, amennyiben az összes tesztet sikeresen teljesíti.
Chell az elhagyatott Enrichment Center tesztkamráit teljesítve jut előre, GLaDOS pedig az egyetlen, aki kapcsolatba lép vele. Ahogy a játékos halad a történetben, egyre inkább úgy tűnik, hogy GLaDOS segítőkész viselkedése mögött vészjósló célok állnak. Bár úgy tervezték, hogy készséges és ösztönző legyen, tettei és szavai alapján is kétszínű a viselkedése, ugyanis nem érdekli a tesztalanyok biztonsága és elégedettsége. A későbbi pályák is egyre veszélyesebbé válnak, GLaDOS a normál tesztkamrákat karbantartás ürügyén lecseréli az automatizált katonai lövegtornyok gyakorlópályájára, vagy halálos folyadékkal árasztja el a kamrát. Egy másik teremben a Weighted Companion Cube (súlyozott társkocka) hűségét és fontosságát hangsúlyozza, majd a tesztkamra teljesítéséhez feltételül szabja, hogy Chell a hamvasztóba helyezve eutanáziában részesítse. A lövegtornyok hatókörébe érve azonnal tűzet nyitnak Chellre, ám deaktiválásuk után gyermeki hangon (ami szintén McLainé) közlik, hogy nem hibáztatják és nem neheztelnek rá.
Miután Chell az utolsó teszttel is végzett, GLaDOS gratulál neki és örömtüzet készít elő számára, biztosítja, hogy az Aperture eszközei 4000 kelvin (3727 °C) hőmérsékletig biztonságosan használhatóak, majd egy tűzverembe próbálja vezetni a játékost, ám Chell elmenekül a portálfegyver segítségével. Miután elhagyja a tesztkamrát, az Enrichment Center karbantartási részlegén keresztül folytatja útját. GLaDOS pánikba esik, és próbálja elhitetni, hogy a megölését csak a teszt részeként színlelte. Ahogy halad tovább GLaDOS, folyamatosan üzeneteket küld neki, amiből világossá válik romlottsága és az, hogy valószínűleg ő végzett az Enrichment Centerben tartózkodó többi személlyel. Útja során elhagyatott irodákat és graffitiket lát, amik a helyes irány felé terelik. Ezek a színfalak mögötti területek ütött-kopott állapotban maradtak meg, ami erős kontrasztot alkot a tesztkamrák tiszta és érintetlen légkörével. A falfirkák közt utalások találhatók például Emily Brontë No coward soul is mine, W. H. Auden Temető blues (Funeral blues), Emily Dickinson A szekér (The chariot) és Henry Wadsworth Longfellow The reaper and the flowers című versére is.
GLaDOS megpróbálja lebeszélni a főhőst, fenyegeti és igyekszik elhitetni vele, hogy a rossz irány felé tart. Végül Chell eljut abba a terembe, ahol GLaDOS található. Nem színlel tovább és nyíltan kimondja, hogy a halálát akarja, az egyik alkatrész azonban leesik róla. Miután a játékos a hamvasztóba dobja, kiderül, hogy valójában az a morality core volt, ami eddig meggátolta, hogy halálos neurotoxinnal árassza el az egész létesítményt. A visszaszámláló elindul, így Chellnek hat perce van arra, hogy a rá lőtt rakétákat GLaDOSra irányítva még több alkatrészét válassza le és semmisítse meg. Amikor az utolsó darabot is elpusztítja, egy portálmeghibásodás darabokra szaggatja a termet, és minden a felszínre kerül a földalatti létesítményből. Az egyik utolsó jelenetben Chell a bejárati kapunál fekszik GLaDOS megmaradt alkatrészei között. A Portal 2 bejelentése előtt azonban egy javítást adtak ki a steames változathoz. Ez a retcon azzal az apró változtatással jár, hogy amíg Chell a földön hever, egy robothang megköszöni, igénybe veszi a party kíséretet, majd a főhős testét elvonszolják valahová. A végső jeleneteken már nem változtattak. A kamera a létesítmény belsejében végighalad egy teremig, amelyben egy fekete-erdő torta és a Weighted Companion Cube található. A tortát körbevevő polcokon tucatnyi Personality Core sorakozik, néhányukon fények gyulladnak ki, majd egy robotkar ereszkedik le, ami kioltja a tortán lévő egyetlen gyertyát. A stáblista alatt GLaDOS értékelése hallható a tesztről a Still Alive című dal formájában, amiből kiderül, hogy a kísérlet sikeres volt és GLaDOS sem pusztult el.

## Fejlesztés

### Koncepció
A Portal lényegében a 2005-ös Narbacular Drop című, független fejlesztésű freeware játék szellemi utódja, amelyet a DigiPen Institute of Technology főiskola diákjai készítettek. A játékot fejlesztő csapat tagjai később a Valve alkalmazottjai lettek. A cég érdeklődését akkor keltette fel a játék, amikor látták a DigiPen éves pályaválasztási kiállításán. Robin Walker, a Valve egyik fejlesztője felvette a kapcsolatot a csapattal, tanácsokkal látta el őket és felajánlotta számukra, hogy a Valve-nél is bemutathatják a játékot. A prezentációt követően a cég alapítója és ügyvezető igazgatója, Gabe Newell az egész csapat számára munkát ajánlott a Valve-nél, hogy továbbfejleszthessék a játékot. Newell később azt nyilatkozta, hogy lenyűgözte, ahogy a csapat keresztülvitte az eredeti koncepcióját a fejlesztés során. Több játékelem is visszaköszön a Narbacular Drop című játékból, ilyen például a két portál narancssárga és kék színnel való megkülönböztetése. Egy fontos különbség azonban, hogy ebben a játékban egy portálon átlőve nem lehet egy újabb portált létrehozni. A Narbacular Dropban egy hercegnő volt a főszereplő, aki egy várbörtönből próbál elmenekülni, itt viszont már az Aperture Science áll a történet középpontjában. A Portal fejlesztése 28 hónapig tartott, miután a fejlesztőcsapat a Valvehez került, és a munkálatokat kevesebb mint tíz ember végezte. Erik Wolpaw – aki Chet Faliszek mellett a játék írója volt – azt nyilatkozta, hogy egy nagyobb fejlesztőcsapat keze alatt a Portal nem vált volna olyan jó játékká.
A játék fejlesztőit Marc Laidlaw, a Half-Life sorozat írója segítette, hogy a történet illeszkedjen a sorozat cselekményébe. Erre a lépésre részben azért volt szükség, mert a kis fejlesztőcsapat korlátozott lehetőségekkel rendelkezett: ahelyett, hogy a Portal számára új művészeti irányvonalat dolgoztak volna ki, úgy döntöttek, hogy a Half-Life 2 című játék részleteit használják fel újra. A történet mellett a dialógusokat is Wolpaw és Faliszek írta. A koncepció, miszerint a játékost egy mesterséges intelligencia tereli a kísérleti laboron keresztül, hogy a portál fegyvert tesztelje, már a kezdetekkor megjelent. A fejlesztés elején csak „polite” (udvarias) néven emlegetett MI számára humoros szövegeket írtak, amiben például a játékost a party kíséret igénybevételére kéri. Végül úgy gondolták, hogy ez a stílus jól illene a készülő játékhoz, így jött létre GLaDOS karaktere. GLaDOS volt a cselekmény alapja, Wolpaw erről így nyilatkozott: „A játékot úgy terveztük, hogy a kezdete, közepe és vége is rendkívül egyértelmű legyen, valamint azt akartuk, hogy GLaDOS ezen pontokon személyiségváltozáson menjen keresztül”. Arról az ötletről, hogy egy torta legyen a jutalom, a következőeket mondta: „A fejlesztés kezdetén leültünk a csapattal, hogy eldöntsük, milyen filozófia alapján építsük fel a játékot. Ezután 15 perces néma csend következett, majd valaki megemlítette, hogy rengeteg ember szereti a tortákat”. A tesztkamrákon kívüli területek falfirkáit (mint például a „The cake is a lie”) Kim Swift készítette.

### Dizájn

A legtöbb játékos tetszését elnyerte a Weighted Companion Cube szereplése

A játéknak szándékosan egyszerű, puritán környezetet alkottak meg, mivel a tesztelők túl sok időt töltöttek el azzal, hogy a feladványokat a funkcióval nem rendelkező, csupán dekorációként elhelyezett tárgyakkal próbálták megoldani. Ennek következtében a valóban használható eszközöket könnyebb észrevenni, amiben a klinikák érzetét átadó, steril környezet is segédkezett, amit a 2005-ös A sziget című film inspirált. Ezek alapvetően irodahelyiségek lettek volna, ám a csapatnak már nem volt elég ideje arra, hogy ezeket elkészítsék a játék számára. Kihagyták továbbá a Rat Man néven is ismert, Doug Rattmann nevű szereplőt, aki a tesztkamrákon kívüli területek falain hagyott üzeneteket a játékos számára, a csapat limitált erőforrásai miatt ugyanis a túl bő narratíva nem lett volna megfelelő. Később azonban ő került a főszerepbe a Lab Rat című képregényben, ami a Portal első és második részének történetét kapcsolta össze. Kim Swift szerint a GLaDOS ellen folytatott végső harcot többször is átdolgozták. Az első változathoz például az 1964-es Goldfinger című James Bond-film adott ihletet számukra, a játékosnak ilyenkor lézerek elől kellett volna menekülnie, amit részben a lövegtornyok irányítottak volna rá. Egy másik változatban, amelyet Portal Kombat névvel illettek, a játékos feladata a felé közeledő rakéták irányának megfordítása lett volna, miközben a rá tüzelő lövegtornyokat próbálja elkerülni. Az utolsó próbálkozásukban maga GLaDOS üldözte volna a főszereplőt. Végül azt állapították meg, hogy a tesztelők inkább egy egyszerűbb, időre történő fejtörő megoldását találták a legszórakoztatóbbnak. Swift azt mondta erről, hogy az idő szorításában az emberek sokkal komplikáltabbnak érzik a feladványokat, mint amilyenek valójában, Wolpaw pedig elismerte, hogy a neurotoxinos ötlettel elég könnyen meg lehetett valósítani, hogy a játékos GLaDOS beszédét is figyelemmel tudja követni.
Chell arcát és alkatát is Alésia Glidewell amerikai színésznőről modellezték. GLaDOS szinkronhangját Ellen McLain adta. Erik Wolpaw elmondta, hogy amikor a lövegtornyokhoz keresték a megfelelő hangot, akkor hallották Ellen sikamlós hangját. Bár úgy vélték, hogy a lövegtornyokhoz nem passzolna, de nagyon megtetszett nekik, így egy kis változtatás után az ő hangját használták fel GLaDOS végleges változatához. Mike Patton hangja is hallható egy apróbb szerepben: a végső harcban ő adja az Anger Sphere nevű személyiség-mag sziszegő, morgó hangját.
A Weighted Companion Cube ötlete is Kim Swifttől, a projekt vezetőjétől származott, de Erik Wolpaw is hozzájárult sajátos dialógusaival, amelyekhez az ötletet titkos kormányzati vallatási technikákról szóló anyagok nyújtották: ezekben úgy vélekedtek, hogy az elszigeteltség hatására a tesztalany kötődni kezd élettelen tárgyakhoz. Swift egy interjú során a következőeket mondta: „Készítettünk egy hosszú pályát Box Marathon névvel, melynek során a játékosoknak az elejétől a végéig magukkal kellett vinni a kockát. Sokan azonban elfeledkeztek róla, úgyhogy további dialógusokat adtunk a játékhoz, egy szívecskét rajzoltunk a kockára, és addig folytattuk, míg az emberek kötődni nem kezdtek hozzá. Később adtuk csak hozzá a hamvasztó ötletét. Ez a művészi kifejezésmód a játékmenetből fejlődött ki.” Wolpaw hozzátette, hogy a Weighted Companion Cube elhamvasztása a végső harc végleges koncepciójának szempontjából is lényeges volt, hisz nélküle a játékosok csak a GLaDOS ellen vívott harc során találkoztak volna ezzel a mechanizmussal először, míg a kockával való gyakorlás jó lehetőséget nyújtott erre. Swift elmondta, hogy a Milgram-kísérletekhez vagy a 2001: Űrodüsszeia című filmhez való bármilyen hasonlóság csupán a véletlen műve.
A portálfegyver hivatalos neve (Aperture Science Handheld Portal Device), amit az ASHPD rövidítéssel is illetnek, hasonlít a Half-Life: Opposing Force főhősének, Adrian Shephard nevének rövidítésére. A rajongók még a játék megjelenése előtt felfigyeltek erre, úgyhogy a készítők ezt kihasználva egy úgynevezett red herringet helyeztek el a játékban: a billentyűzeteken Adrian Shephard nevének betűi ki vannak emelve. Kim Swift szerint azért esett a fekete-erdő tortára a választása, mert a közeli Regent Bakery & Café éttermében ez tetszett neki a legjobban, és easter eggként számos képernyőn látható a receptje bináris kódsorok formájában. A Regent Bakery szerint a fekete-erdő torta a játék megjelenése után a legnépszerűbb tortájukká vált.

### Zene
A játék zenéjét Kelly Bailey és Mike Morasky szerezte. Főként dalszöveget mellőzőek, ambient stílusúak, sötét és sejtelmes szólamokkal, amelyek illeszkednek a játék atmoszférájához. A játék lezárásánál, a stáblista közben a Still Alive című dal hallható, amit Jonathan Coulton írt és Ellen McLain adott elő. Egy rövid, instrumentális, latin stílusú változata is hallható a számnak a játékban lévő rádiókon. Wolpaw elmondta, hogy Coultont a Valve a Portal megjelenése előtt egy évvel kereste meg, bár ekkor még nem volt egyértelmű, hogy pontosan hogyan is fog közreműködni. „Amikor Kim és én találkoztunk vele, hamar egyértelművé vált számunkra, hogy tökéletes érzéke van ahhoz, hogy GLaDOS számára egy dalt írjon.” Annak az ötletét, hogy a stáblista alatt legyen hallható a dal, Wolpaw egyik kedvence játéka, a God Hand szolgáltatta. 2008. április 1-jén a Still Alive ingyenesen letölthetővé vált a Rock Band című zenés videójátékhoz. A Portal zenei anyaga a The Orange Box Original Soundtrack keretein belül jelent meg, és tartalmazta a Still Alive című dalt, GLaDOS és Coulton előadásában egyaránt. A játék zenéi továbbá helyet kaptak a Portal 2: Songs To Test By (Collector’s Edition) című négylemezes kiadványon, amely 2012. október 30-án jelent meg, és mindkét játékból tartalmazott zenéket.

### Merchandise
A játék és szereplői népszerűségének hatására a Valve számos terméket készített, mint például a Weighted Companion Cube plüss mása, amit a megjelenését követő 24 órán belül elkapkodtak. Készültek továbbá pólók, Aperture Science feliratú kávésbögrék, illetve the cake is a lie feliratú termékek, amiből internetes mém is vált. Wolpaw megjegyezte, hogy sok olyan játékelem vált népszerűvé, amire nem számítottak, míg több olyan dolgot észre se vettek a játékosok, amire a csapat azt hitte, közkedvelt lesz. Ilyen a játék utolsó képsorain begördülő karika, amit a fejlesztők Hoopynak neveztek el.

### Terjesztés

#### Portal: The First Slice
2008 januárjában adta ki a Valve a játék speciális kipróbálható verzióját Portal: The First Slice néven, ami minden Nvidia típusú videokártyát használó Steam-felhasználónak ingyenesen elérhető vált, a két cég között létrejött együttműködésnek köszönhetően. A csomag tartalmazta továbbá a Half-Life 2: Deathmatch, a Peggle Extreme és a Half-Life 2: Lost Coast játékokat. A Portal: The First Slice a játék első pályáit tartalmazta, egészen a 10-es jelölésű tesztkamráig. 2008. május 8-án minden Steam-felhasználó számára elérhetővé tették a demót.

#### Portal

A lövegtornyokon kívül számos más veszély is fenyegeti a játékost

A Portal először a The Orange Box részeként jelent meg 2007. október 9-én Microsoft Windows és Xbox 360 platformokon, míg PlayStation 3 konzolon 2007. december 11-én. A Windows operációs rendszerre megjelenő változata a játéknak önmagában is letölthetővé vált a Steam rendszerén keresztül, míg kiskereskedelmi forgalomba 2008. április 9-én került. A The Orange Box a Portal mellett tartalmazta továbbá a Team Fortress 2 és a Half-Life 2 játékokat, valamint utóbbinak két kiegészítőjét is (Episode One, Episode Two). A Portal hozzáadása a csomaghoz egyfajta kísérlet volt a Valve részéről, nem voltak ugyanis számításaik a játék sikerességének mértékét illetően, így az Orange Box egy biztonsági hálónak is tekinthető a Portal szempontjából. A játék szerény hosszúsága is annak a következménye, hogy nem voltak biztosak abban, hogy a játékosok körében kedvező fogadtatásra talál-e majd a Portal.
A Portal volt az első a Valve játékai közül, mely a Mac OS X operációs rendszert támogató játékok listáján megjelent a Steam Mac változatának 2010. május 12-én történő elindulásakor. A Steam ezzel együtt biztosítja azt a lehetőséget, hogy akik rendelkeznek például a Windowsra megjelent változattal, azoknak nem kell a programot újból megvásárolniuk Macintoshra is, hanem automatikusan megkapják a másik operációs rendszerrel kompatibilis változatát az adott játéknak, ez pedig fordított esetben is igaz. A promóció részeként a Portal a Mac kliens indulását követő két hétben minden Steam-felhasználó számára ingyenes elérhető volt. Az akció első hetében több mint másfél millió példányt töltöttek le így a Steam rendszerén keresztül. Egy hasonló promóció indult 2011 szeptemberében, az iskolakezdés időszakában, népszerűsítve a játékok oktatási célú felhasználását. A Valve úgy érezte, hogy a Portal a fizikát, a matematikát, az észszerű gondolkodást és a problémamegoldást menőnek és mókásnak mutatja, ez pedig fontos, hisz ezek jövőbeni elsajátítását így hozzák közelebb a gyermekek számára. Ez a Digital Promise nevű projekthez kötődik, amely az Egyesült Államok Oktatási Minisztériumának (United States Department of Education) kezdeményezésére indult útjára, hogy újfajta digitális eszközöket hozzanak létre oktatási célzattal, ebben pedig a Valve is részt vállalt.

#### Portal: Still Alive
A Portal: Still Alive Xbox Live Arcade exkluzív játékként mutatkozott be a 2008-as E3 rendezvényen, és 2008. október 22-én jelent meg. Ez a változat az eredeti játékot 14 challenge pályával és új achievementekkel bővítette. Az új tesztkamrák a We Create Stuff által készített Portal: The Flash Version pályáin alapulnak, ám az új helyszínek a történetet nem bővítik. Doug Lombardi, a Valve szóvivője szerint a Microsoft korábban elutasította a Portal Xbox Live Arcade rendszeren való megjelenését, túl nagy méretére hivatkozva. A Portal: Still Alive a kritikusok részéről kedvező fogadtatásban részesült. Andrew Hayward (1UP.com) szerint az egyszerűbb hozzáférhetőségnek és az alacsonyabb árnak köszönhetően (hiszen így nem csak a The Orange Box részeként érhető el a játék) a Portal jobb, mint valaha. Cam Shea, az IGN egyik szerkesztője az ötödik helyre rangsorolta a legjobb tíz Xbox Live Arcade játékot összesítő listáján. Véleménye szerint az Orange Box tulajdonosoknak nem biztos, hogy megéri a beszerzése, hiszen az új pályák nem adnak hozzá semmit a történethez, ettől függetlenül azok minőségével maradéktalanul elégedett volt. Az IGN szerkesztősége által 2010 szeptemberében összeállított, a 25 legjobb Xbox Box Live játékot tartalmazó listán a Portal: Still Alive a hetedik helyre került.

### A folytatás
Swift elmondása szerint a Portal jövőbeni fejlődése a közösség visszajelzéseitől függött. „Egyelőre a következő lépésünket tervezzük, ami lehet akár a többjátékos mód hozzáadása a játékhoz, de a Portal 2, vagy egy új pályacsomag elkészítése is.” A folytatásról szóló pletykák akkor erősödtek fel, amikor kiderült, hogy szinkronszínészeket keresnek a Valve-nél. 2010. március 10-én bejelentették, hogy a Portal 2 még abban az évben megjelenik. A bejelentést a Portal egy nem várt frissítése előzte meg, amiben kódolt üzeneteket rejtettek el a játékosok számára a Portal 2 bejelentésére vonatkozólag, illetve a játék lezárásán is kicsit módosítottak, Chellt ugyanis a „Party Escort Bot” visszaviszi az Aperture Science létesítményébe. Bár a Valve korábbi bejelentései szerint a Portal 2 megjelenése 2010 negyedik negyedévére esett volna, végül 2011. április 19-én adták ki a játékot.

## Fogadtatás
| Összegzőoldal | Értékelés |
| ------------- | --------- |
| GameRankings  | 89%       |
| Metacritic    | 90/100    |

| Szerző        | Értékelés |
| ------------- | --------- |
| 1Up.com       | A         |
| Eurogamer     | 9/10      |
| GameSpot      | 9,0/10    |
| GameSpy       | 4,5/5,0   |
| GameStar (HU) | 92/100    |
| IGN           | 8,2/10    |
| PC Guru       | 7,8/10    |

A Portal nagyon pozitív kritikai fogadtatásban részesült. Az összesítések alapján, ahol a játékot önállóan és nem az Orange Box részeként értékelték, a Metacritic szerint 90, míg a GameRankings szerint 89%-os átlagpontszámmal bír. A legtöbb dicséretet egyedi játékmenete és sötét humora miatt kapta. Az Eurogamer szerint zseniális, ahogy a játék az egyszerű és felületes feladatok végrehajtásán túllépve a Half-Life történetének részévé válik, míg a GameSpy megjegyezte, hogy a játék rövidségét vidámságával kompenzálja. A játék rövid játékideje mellett kritizálták a környezet egyhangúságát.
A Portal 2 megjelenése után a Valve azt nyilatkozta, hogy dobozos formában a Portalból több mint négymillió példányt értékesítettek (az Orange Box részeként, illetve önálló formában és az Xbox Live Arcade rendszerén keresztül), ez a szám azonban nem tartalmazta a Steamen keresztül, digitális formában értékesített példányokat.
A játékban helyet kapó Weighted Companion Cube iránt annak ellenére is rajongás alakult ki, hogy nem beszél és cselekszik a játék során, csupán a játékos használhatja. Plüss és papír formában is elkészítették, illetve hasonló számítógépházakat is barkácsoltak a lelkes rajongók. A játék más elemei is megihlették a játékosokat, mint például a Sentry Turret, a torta, vagy a portal gun. A játék egyik programozója, Jeep Barnett elmondta, hogy egyes visszajelzések szerint érzelmileg nagyobb hatást gyakorolt a játékosokra a Weighted Companion Cube tűzbe dobása, mint a BioShock című játékban egy Little Sister bántalmazásának a látványa. GLaDOS és a Weighted Companion Cube is jelölt volt a G4 legjobb új szereplő kategóriájában, amit GLaDOS – köszönhetően emlékezetes szövegeinek – meg is nyert.
A GameStar értékelésében az FPS és a logikai játékok páratlan ötvözetének nevezik, ami kiemelkedik a többi, teleportálást alapul vevő játékmodifikáció közül, hisz az egész játékmenet eköré építették fel. Új élményt adtak a játékosoknak, ami új játékosokat csalhat az FPS-ek világába. A játékmenet szempontjából pozitívan értékelték az eszement kihívásokat, amik elgondolkodtatóak is egyben. A grafikánál úgy ítélték meg, hogy kihozták a maximumot ebből a témából, amit csak lehetett, bár egyes szobák eléggé hasonlóak. A hangoknál az újszerű hanghatásokat és a kellemes effekteket dicsérték, de úgy vélték, nem elég változatosak. Végezetül a profi ötletet, ami folyamatos újrajátszásra késztet, illetve minden idők egyik legjobb játékbefejezését emelték ki, a Portal 92 pontot kapott a 100-ból.
A PC Guru cikkírója a Portalt a Half-Life világába ültetett ügyességi játéknak írta le, amely harmatos akcióelemekkel van megtűzdelve. A kritikus véleménye szerint a játékmechanizmus betanítását remekül oldották meg, viszont a játék vége izgalmasabb is lehetett volna, emellett felrótta az online játékmód hiányát is. A meglehetősen rövid játékidőt nem feledtetik a nehezített pályák és a feloldható achievementek sem. A turbózott Source motor nyújtotta megjelenítést zseniálisnak nevezte, további pozitívumokhoz sorolta a Portal Gun nyújtotta újdonságélményt, a negatívumoknál pedig a kissé monoton játékmenetet nevezte meg, és végül 7,8 pontra értékelte a 10-ből.
A GameStar 2007-es évértékelésekor a Portal a TOP 5 Legeredetibb játék kategóriában az olvasók szavazatainak 22,8 százalékát szerezte meg, és ezzel az első helyre került, megelőzve a Guitar Hero III és a Call of Duty 4 játékokat.

### Modok és portok
A modder közösségnek hála a Portal is több pályával, illetve egyéb moddal gazdagodott. A „We Create Stuff” elkészítette a Portal Flash változatát Portal: The Flash Version címmel, ami a The Orange Box megjelenése előtt néhány nappal került fel az internetre, és kedvező fogadtatásra lelt a közösség részéről. Később ezt a 40 tesztkamrát a rajongók a játékhoz is elkészítették egy pályacsomag formájában. Ezen pályák közül több is bekerült a Portal: Still Alive című Xbox Live Arcade változatba. A Portal: Prelude című mod egy rajongók által készített, nem hivatalos előzménytörténet a játékhoz, ami még GLaDOS beüzemelése előtt játszódik az Aperture Science egy létesítményében, és 19 kihívásokban gazdag pályát tartalmaz. Joe Larson elkészítette a Portal ASCII változatát. Egy nem hivatalos, Unity motorra épülő port iPhone készülékekre is megjelent, ez azonban csak egy tesztkamrát tartalmazott.

### Díjak
A Portal számos díjat nyert:
- 2008-ban a Game Developers Choice Awards díjátadón a Portal megkapta az év legjobbjának járó kitüntetést (Game of the Year), illetve az innováció és a játékdizájn kategóriákban is győzelmet aratott.[113]
- Az IGN számos elismeréssel jutalmazta a játékot: a legjobb logikai játék PC és Xbox platformokon, a leginnovatívabb dizájn kategóriában PC-n és összesítettben is az első helyen végzett az innováció és a logikai játékok kategóriájában, valamint a játékhoz készült Still Alive című szerzemény a legjobb záródal kategóriában győzedelmeskedett.[114][115][116][117][118][119] Ezenfelül az IGN a leggonoszabb videójáték ellenfeleket tartalmazó 100-as listáján GLaDOS szerezte meg az első helyet.[120]
- A GameSpot Best of 2007 című összeállításában a The Orange Box négy díjat nyert a játéknak köszönhetően: a legjobb logikai játék, a legjobb új szereplő (GLaDOS), a legviccesebb játék és a legjobb új játékmechanizmus (portálfegyver) kategóriák győztese lett a játék.[121][122][123][124]
- A 1UP.com szerkesztői szerint a 2007-es évben a legjobb játék (PC), a legjobb narráció (PC) és a leginnovatívabb játék (PC és konzol) kategóriák győztese a Portal.[125]
- A GamePro legemlékezetesebb ellenfél (GLaDOS) kategóriájában a Portal került az első helyre.[126]
- A Portal lett a Joystiq, a Good Game, a Shacknews és a The A.V. Club szerint is 2007 legjobb játéka.[127][128][129][130]
- Az X-Play szerint a Portal volt 2007 legeredetibb játéka.[131]
- Az Official Xbox Magazine legjobb új karakter (GLaDOS) és leginnovatívabb játék kategóriáiban került első helyre a Portal, valamint a Still Alive a legjobb eredeti dal kategóriában nyert.[132]
- A GameSpy legjobb logikai játék, a legjobb szereplő (GLaDOS) és a legjobb sidekick (Weighted Companion Cube) kategóriákban sorolta első helyre a játékot.[133]
- A Penny Arcade a legjobb zene, a legjobb szövegkönyv és a legjobb új játékmechanika kategóriákban találta a legjobbnak a játékot.[134]
- Az Eurogamer 2007 legjobb 50 játékát összeválogató listáján a Portal szerezte meg az első helyet.[135]
- A GamesRadar minden idők legjobb játékait összesítő listáján jelenleg (2013 februárja) az első helyen áll.[136]
- 2012 novemberében a Time magazin minden idők 100 legjobb videójátéka közé sorolta a játékot.[137]
- A Wired szerint a Portal a 21. század első évtizedében megjelent videójátékok közül az egyik legbefolyásosabb, valamint remek példája a minőséget a mennyiség elé helyező videójátékoknak.[138]

## Fordítás
- Ez a szócikk részben vagy egészben a Portal (video game) című angol Wikipédia-szócikk ezen változatának fordításán alapul.  Az eredeti cikk szerkesztőit annak laptörténete sorolja fel. Ez a jelzés csupán a megfogalmazás eredetét és a szerzői jogokat jelzi, nem szolgál a cikkben szereplő információk forrásmegjelöléseként.